# Art mobiliari
Dins del camp d'estudi de l'art prehistòric, les locucions art moble o art mobiliari s'empren indistintament per designar qualsevol obra d'art de dimensions limitades i manejables, és a dir, que poden ser transportats per l'ésser humà.
El concepte d'art mobiliari es contraposa, doncs, amb el d'art parietal que no es pot traslladar perquè està realitzat sobre els murs o les roques (art rupestre). Tampoc ha de considerar-se art moble a les peces de grans proporcions com les esteles o els megàlits.
Conseqüentment, l'art moble és molt divers, ja que no només comprèn creacions exclusivament artístiques (com estatuetes o ornaments), sinó també objectes funcionals, eines i útils decorats. Així, podem trobar l'art moble paleolític que inclou plaquetes gravades, venus paleolítiques, ornaments, arpons, sagetes o propulsors decorats, per exemple. A l'Epipaleolític europeu són molt característics també els còdols pintats aziliencs.
En el Neolític apareixen, a més, objectes de fang cuit (és a dir, atuells decorats, figuretes de ceràmica...), ídols, teixits, estores amb motius geomètrics o figuratius, etc.
A l'Edat dels Metalls, s'afegeixen a tots aquests elements objectes metàl·lics, peces sumptuàries i rituals, fermalls i armes; tot elaborat amb tècniques decoratives enormement sofisticades com el nielat en plata, les filigranes, el repujat, el damasquinat, el model a la cera perduda entre altres tècniques.

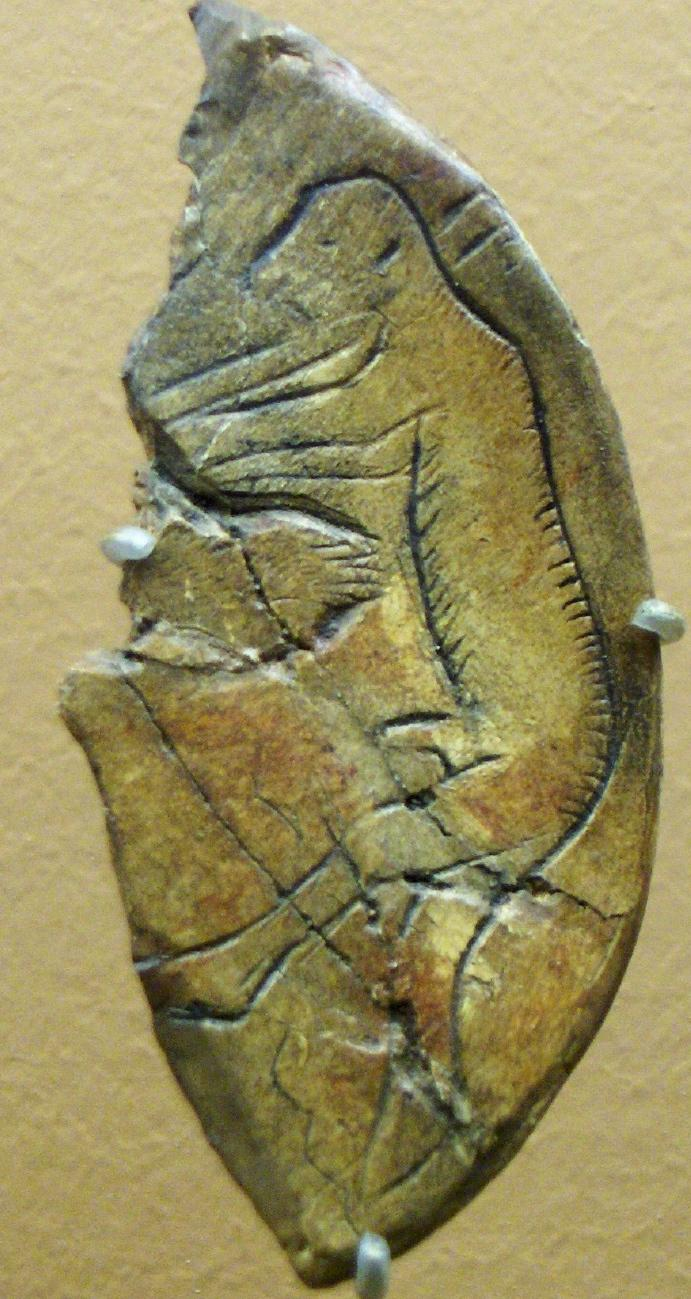
Os gravat, Paleolític
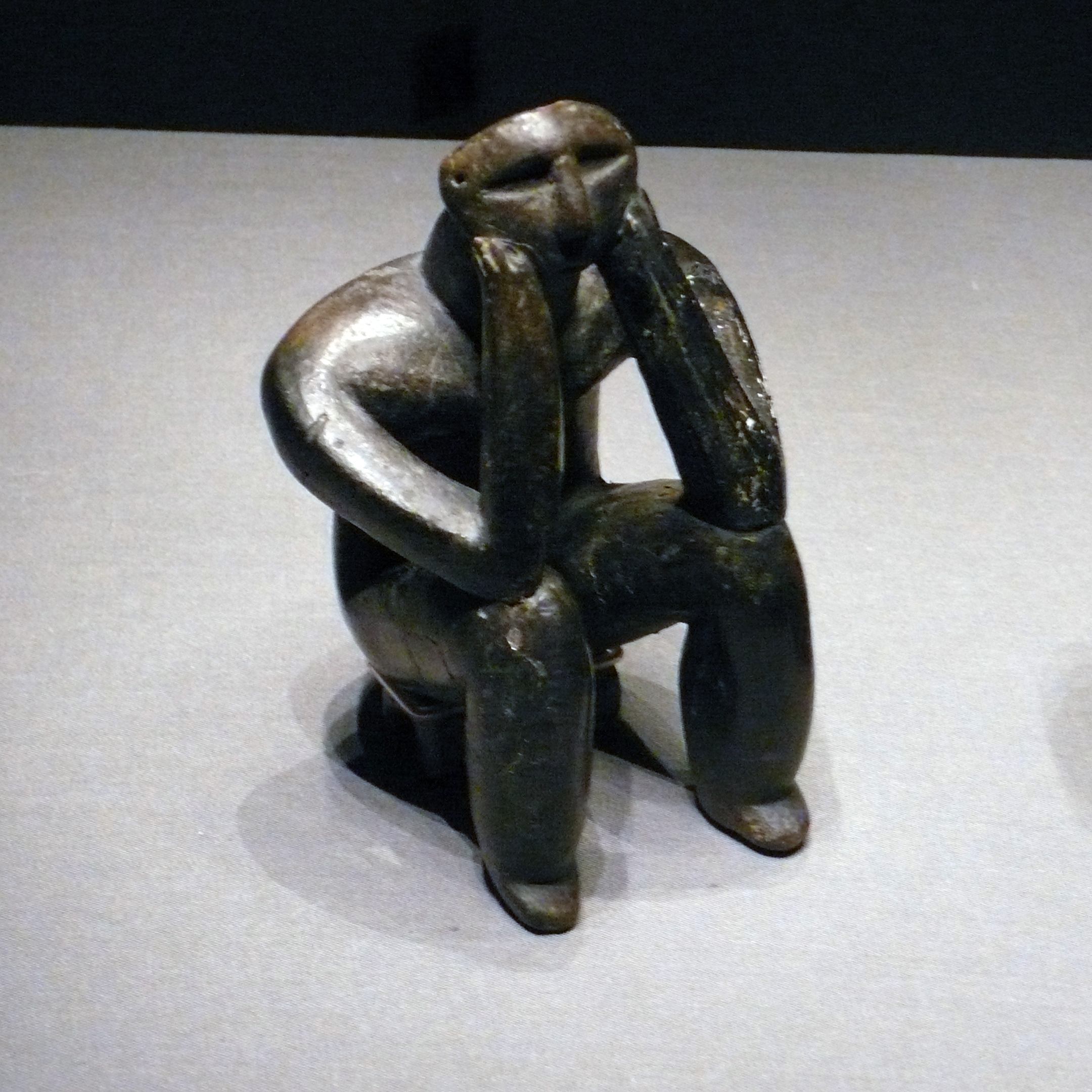
Ídol de pedra, Neolític
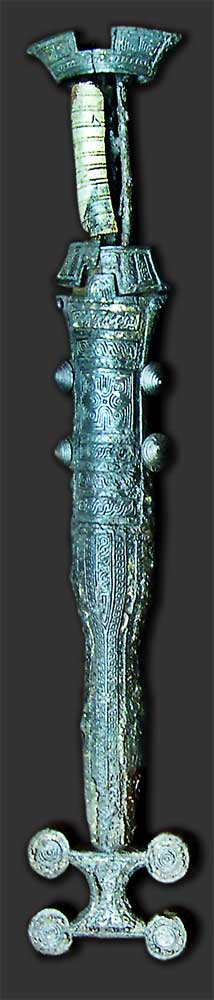
Punyal de prestigi, edat del ferro
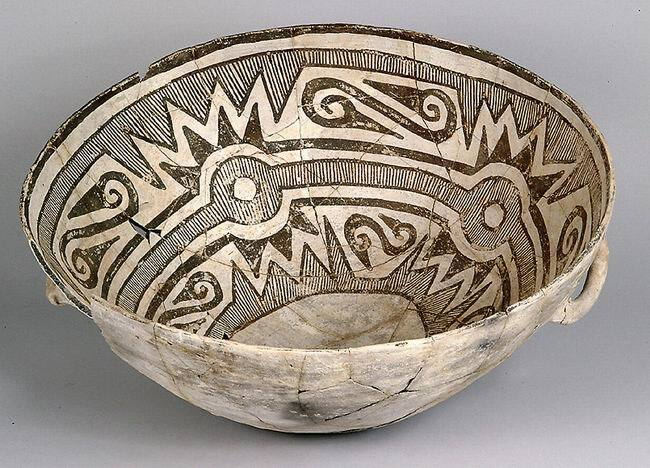
Ceràmica decorada, cultura anasazi